# Michele Bonelli
Pour les articles homonymes, voir Bonelli.
Michele Bonelli, le cardinal Alessandrino (né à Bosco Marengo au Piémont, Italie le 25 novembre 1541 et mort à Rome le 28 mars 1598), est un cardinal italien du XVIe siècle. Il est un petit-neveu du pape Pie V et il est le grand-oncle du cardinal Carlo Bonelli (1664). Il est membre de l'ordre des dominicains.

## Repères biographiques
Michele Bonelli est professeur de théologie à Pérouse, mais son grand-oncle l'appelle à Rome.
Le pape Pie V le crée cardinal lors du consistoire du 6 mars 1566. Le cardinal Bonelli est camerlingue de la Sainte Église en 1568-1570 et du Collège des cardinaux en 1585-1587. En 1571, Bonelli est légat apostolique auprès des rois d'Espagne, de Portugal et de France pour les encourager à se liguer contre les Turcs. Il est nommé préfet de la Congrégation pour les religieux. Le pape  Sixte V le nomme vicaire général de Rome et des États pontificaux. En 1591 il est nommé préfet de la Congrégation des évêques et en 1592 comme préfet de la nouvelle Congrégation pour l'examen des évêques. En 1597 il est le premier comte de Bosco Marengo.
Bonelli participe au conclave de 1572, lors duquel Grégoire XIII est élu, au conclave de 1585 (élection de  Sixte V), aux deux conclaves de 1590 (élection d'Urbain VII et de Grégoire XIII), à celui de 1591 (élection d'Innocent IX) et du conclave de 1592 (élection de Clément VIII).